# Spessartwiesen
Die Spessartwiesen sind seit dem Jahr 2001 ein Naturschutzgebiet im bayerischen Spessart im Bereich des Flusses Lohr und ihrer Nebengewässer.

## Geographie
Die westlichen Spessartwiesen liegen im Lohrbachtal zwischen Heinrichsthal und Heigenbrücken im Landkreis Aschaffenburg. Vereinzelte Gebiete im Bächlesgrund stehen ebenfalls unter Naturschutz. Das untere Lohrbachtal und der Kalte Grund im Landkreis Main-Spessart bilden den Südteil des Naturschutzgebietes. Fast das komplette Tal des Aubaches sowie der Birklergrund fasst das Gebiet mit ein. Die östlichen Spessartwiesen liegen im Tal der Lohr um Frammersbach.

## Fauna

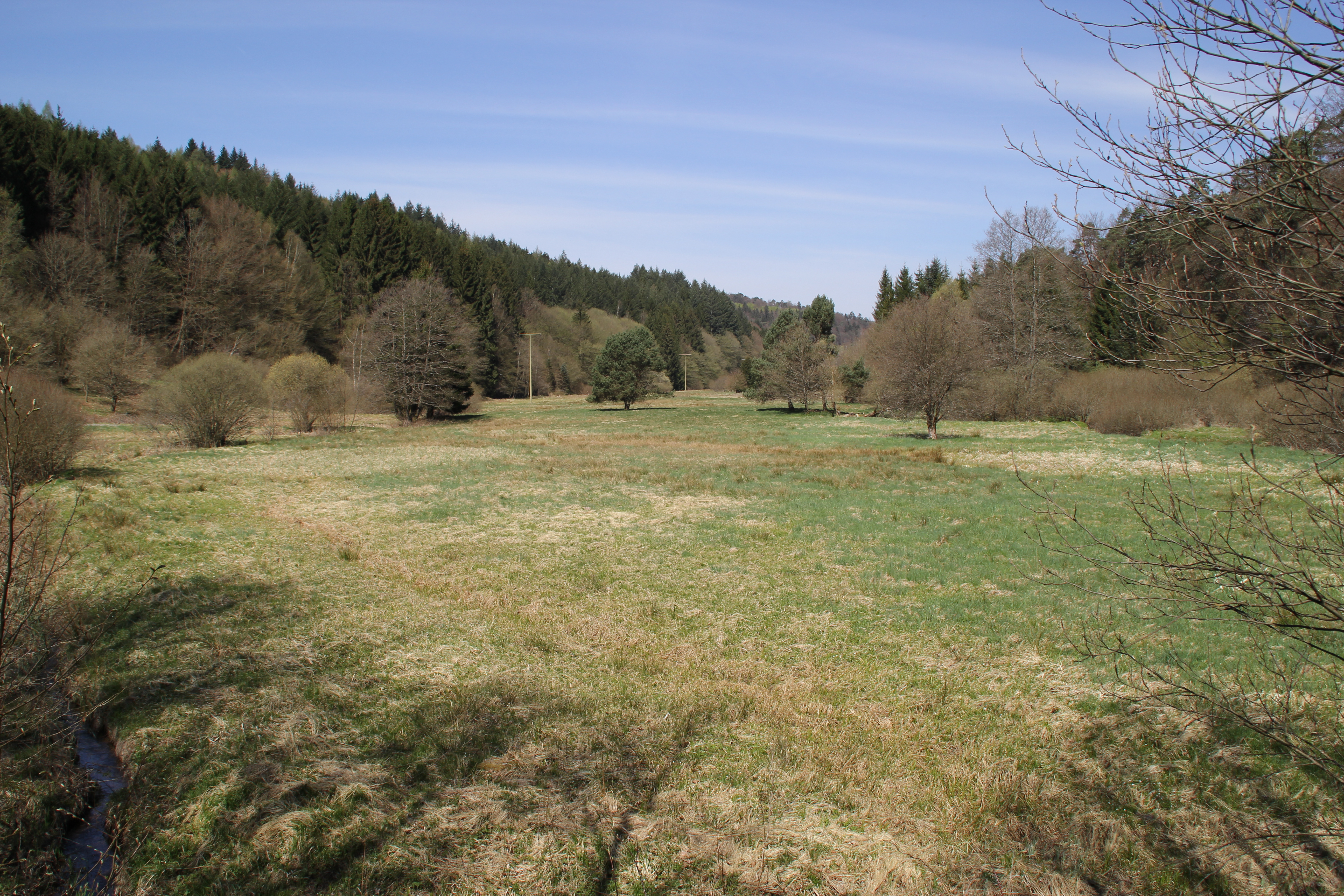
Spessartwiesen nördlich von Wiesthal

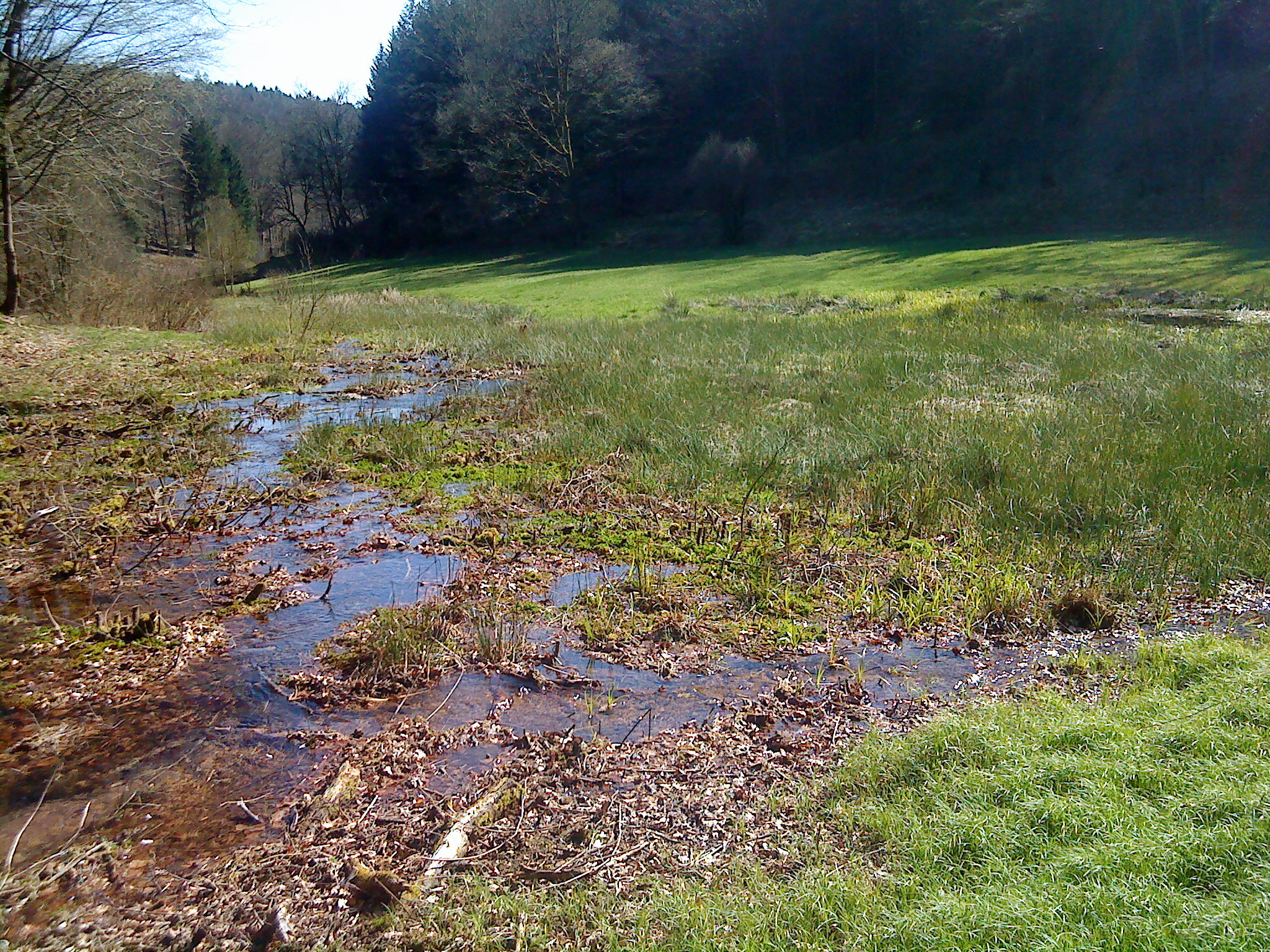
Der verzweigte Bächlesbach in den Spessartwiesen bei Heigenbrücken

In den Tälern des Lohrbachs und des Aubachs befinden sich auch heute noch unverbaute, reich strukturierte und von Gehölzen gesäumte Bäche, die in weiten Bereichen klares, nach dem Ablauf der Kläranlage der Gemeinde Wiesen aber leider auch kritisch bis stark belastetes Wasser mit sich führen. Für viele Lebewesen ist dies ein wichtiger und selten gewordener Lebensraum. Im rasch fließenden Wasser leben in den durch Abwässer nicht belasteten Bereichen in erster Linie Fische wie die Bachforelle, die auf der roten Liste der vom Aussterben bedrohten Tierarten steht und die gefährdete Mühlkoppe. Auch zahlreiche kleinere, weniger auffällige Tierarten, wie den Bachflohkrebs, die Köcher- oder Steinfliegenlarven kommen in den Bächen der Spessartwiesen vor. Die Flussperlmuschel kam im 19. Jahrhundert noch so häufig vor, dass sie von den Bauern als Hühnerfutter benutzt wurde. Heute ist die Muschel in den Spessartwiesen so gut wie ausgestorben, es wird aber versucht sie wieder anzusiedeln. Auch laufen bereits erste Bemühungen, den Edelkrebs wieder heimisch zu machen. Das klare Wasser der Spessartbäche bevorzugt auch das Bachneunauge. Mit seiner Länge von etwa 15 Zentimetern erinnert es an einen kleinen Aal, gehört aber nicht zur Gattung der Fische, sondern zur Gruppe der Rundmäuler und ist in Deutschland das einzige seiner Art. In den Wiesen des Naturschutzgebietes siedelt sich häufig der Helle und Dunkle Wiesenknopf-Ameisenbläuling an.
Von den Larven der Wasserinsekten ernähren sich Vögel wie die Wasseramsel. Sie ist ein guter Schwimmer und Taucher, wobei ihr das Sekret der Bürzeldrüse zu einem wasserabweisenden Gefieder verhilft. Auch ein typischer Bewohner der Spessartwiesen ist der Eisvogel. Er ist mit keiner anderen Vogelart zu verwechseln. Durch die regelmäßige Pflege der Feucht- und Nasswiesen bleibt in diesem Bereich der potentielle Lebensraum für wiesenbrütende Vogelarten wie die Bekassine oder den Wachtelkönig erhalten.

## Flora
Durch hohe Niederschläge auf wasserundurchlässige Böden entstehen im Lohrbachtal Feucht- und Nasswiesen. Außerdem ist das die beste Voraussetzung für die Bildung von Flachmooren. Auf den Moorböden wachsen überwiegend Moosteppiche und dazwischen die kennzeichnenden Moorplanzen wie verschiedene Sauergrasgewächse. In Nasswiesen findet man gelegentlich den Fieberklee, der seinen Namen der fiebersenkenden Wirkung verdankt.